# Chiesa di San Pietro (Poggio Santa Cecilia)
La chiesa di San Pietro è un edificio sacro situato a Poggio Santa Cecilia, nel comune di Rapolano Terme.

## Storia
Come attesta una lapide all'ingresso, vi fu trasferita nel 1798 la parrocchia dell'antica chiesa di Santa Maria in Ferrata, nei pressi del castello. La facciata è classicheggiante, con paraste laterali e portale in pietra a timpano triangolare coronato dallo stemma di Pietro Buoninsegni del 1690, che attesta il patronato della famiglia.

## Descrizione
L'interno, ad un'unica navata con tre altari, è stato completamente ristrutturato nel XIX secolo. Infatti agli anni Venti del XIX secolo risale l'esecuzione dell'altar maggiore in stucco, della cantoria, dei dipinti murali a tempera con soggetti sacri di Vincenzo Dei, che sono stati parzialmente sostituiti nella zona presbiteriale con dipinti murali di P. Sorio, datati 1943.